# Diócesis de Cruz das Almas
La diócesis de Cruz das Almas (en latín: Dioecesis Crucis Animarum y en portugués: Diocese de Cruz das Almas) es una circunscripción eclesiástica latina de la Iglesia católica en Brasil, sufragánea de la arquidiócesis de San Salvador de Bahía. La diócesis tiene al obispo Antônio Tourinho Neto como su ordinario desde el 22 de noviembre de 2017. 

## Territorio y organización
La diócesis tiene 2409 km² y extiende su jurisdicción sobre los fieles católicos de rito latino residentes en 10 municipios del estado de Bahía: Cruz das Almas, Cabaceiras do Paraguaçu, Cachoeira, Governador Mangabeira, Maragogipe, Muritiba, Santo Amaro, São Félix, Sapeaçu y Saubara.
La sede de la diócesis se encuentra en la ciudad de Cruz das Almas, en donde se halla la Catedral de Nuestra Señora del Buen Suceso.
En 2019 en la diócesis existían 17 parroquias.

## Historia
La diócesis fue erigida el 22 de noviembre de 2017 con la bula Ut crescat del papa Francisco, obteniendo el territorio de la arquidiócesis de San Salvador de Bahía.

## Estadísticas
De acuerdo al Anuario Pontificio 2020 la diócesis tenía a fines de 2019 un total de 191 300 fieles bautizados.
| Año                                                                             | Población            | Población | Población      | Sacerdotes | Sacerdotes    | Sacerdotes    | Bautizados por sacerdote | Diáconos permanentes | Religiosos | Religiosos | Parroquias |
| Año                                                                             | Bautizados católicos | Total     | % de católicos | Total      | Clero secular | Clero regular | Bautizados por sacerdote | Diáconos permanentes | Varones    | Mujeres    | Parroquias |
| ------------------------------------------------------------------------------- | -------------------- | --------- | -------------- | ---------- | ------------- | ------------- | ------------------------ | -------------------- | ---------- | ---------- | ---------- |
| 2017                                                                            | 191 228              | 324 392   | 58.9           | 19         | 19            |               | 10 065                   | 7                    |            | 18         | 16         |
| 2019                                                                            | 191 300              | 324 392   | 59.0           | 22         | 21            | 1             | 8695                     | 9                    | 2          | 18         | 17         |
| Fuente: Catholic-Hierarchy, que a su vez toma los datos del Anuario Pontificio. |                      |           |                |            |               |               |                          |                      |            |            |            |

## Episcopologio
- Antônio Tourinho Neto, desde el 22 de noviembre de 2017